# ميخائيل جيمس ماكدونالد
ميخائيل جيمس ماكدونالد هو نقابي وسياسي كندي، ولد في 8 أغسطس 1909، وتوفي في 3 يوليو 1997. حزبياً، نشط في Nova Scotia New Democratic Party ‏.